# Kítsos Tzavélas
Kítsos Tzavélas (em grego: Κυριάκος Τζαβέλας; 1801 — 1855) foi um político da Grécia. Ocupou o cargo de primeiro-ministro da Grécia entre 17 de Setembro de 1847 a 19 de Março de 1848.